# Arnold Roth
Arnold Roth (né le 25 février 1929 à Philadelphie) est un illustrateur américain ayant travaillé dans tous les domaines (presse, livres, couvertures de disque, dessin d'humour, etc.).

## Prix et récompenses
- 1977 : Prix de la National Cartoonists Society de l'illustration magazine ; du dessin d'humour sportif
- 1978 : Prix de la NCS du dessin d'humour sportif
- 1980 : Prix de la NCS de la rubrique spéciale pour ses illustrations humoristiques ; de l'illustration magazine
- 1983 : Prix de la NCS de la publicité et de l'illustration
- 1984 : Prix Reuben pour ses publicités
- 1985 : Prix de la NCS de la publicité et de l'illustration
- 1986 : Prix de la NCS de la publicité
- 1987-89 : Prix de la NCS de l'illustration magazine
- 1996 : Té d'argent de la NCS (avec Caroline Roth)
- 2001 : Clef d'or de la NCS, pour services rendus à la NCS
- 2019 : Té d'or de la NCS, pour ses 50 années de carrière